# クック・インダストリーズ
クック・インダストリーズ（英: Cook Industries.）は、かつてアメリカ合衆国で事業を行っていた商社。1970年代中期には穀物メジャーの一角を占めていたが、穀物相場の仕手戦に敗れ、1977年に倒産した。

## 沿革
1919年、エバレット・クックはテネシー州メンフィスにて綿花商を創業。エバレットの息子のエドワード・クックは会社を継ぐと、合成繊維に押されて不振に陥った綿花事業に見切りをつけ、1961年より穀物事業に進出した。初仕事は東京へ1万2000トンの大豆の売付であったが、既存の穀物商社の機嫌を損ねることを恐れた船舶仲介会社が船を用意することを渋り、14万ドルの損失を出した。1967年、エドワードは資金の大半の1200万ドルを投じ、ルイジアナ州リサーブにカントリーエレベーターを建設。運転資金調達のため、メンフィスの建材会社であるELブルース社と合併させたが、ELブルース社は上場企業であったため、当時の穀物メジャーの中で唯一の株式公開企業となった。1972年、当時のソ連穀物輸出公団に小麦30万トンと大豆100万トンの売付に成功。これを機にソビエト連邦向けの取引を拡大していった。1972年から1975年にかけて、前農務次官のカロル・ブラントヘイバー率いる調査部と、ウィラード・スパークスの指揮による積極的な投機取引により急激な成長を遂げた。

### 仕手戦の敗北、終焉
1976年冬。翌年秋の大豆の在庫増による値下がりを見込んで「売り」の指示を出したが、予想より収穫量が少なくかつ輸出が好調であったため、価格は上昇した。1976年度（1976年9月1日〜1977年8月31日）の第1四半期には1350万ドルの赤字を計上。第2四半期は70万ドルの赤字でとどまったが、第3四半期には再び1300万ドルの赤字を計上した。1977年の2月中、スパークスは売りの指示を出し続けたが、これと反対に買い注文を出し続ける者がいた。当時、クック社はこの投資家の正体を把握できていなかった。スパークスは値下がりが始まると見込んでいたが、強力な買い注文により相場は容赦なく上昇を続けた。この投資家こそ、テキサスの石油王ネルソン・バンカー・ハントであった。大豆の投機取引は300万ブッシェルまでと制限されていたが、弟や家族と組み、限度いっぱいの2100万ブッシェルを買いつけた。これはトンに換算すると57万1500トンで、同年収穫した大豆が出回る前の在庫量の3分の1に相当する量であった。クック社側は、実物の大豆を入手して、買い注文に対して送りつける作戦に出た。大量の実物の大豆が届いても始末に負えず、買い注文を手控えると考えたからだ。ところがハントの側はすでにカントリーエレベーターの中にある大豆を押さえてしまっていた。クック社はシカゴ商品取引所から追加証拠金を求められたが、銀行からの借入金は1977年5月までに限度額の上限に達した。すでに2月にはELブルース社、4月には最新鋭のカントリーエレベーターを売却しており、為す術はなかった。6月1日。クック社は証券取引所に自社の株式の売買停止を要請。大幅に事業を縮小し、資産の大半を売却することを発表した。第4四半期の赤字は6000万ドルに達し、スパークスは辞職した。こうして、世界有数の穀物メジャーであるクック・インダストリーズは、わずか1年の間に終焉を迎えることとなった。